# Bódhicsitta
A buddhizmusban a bódhicsitta (szkr. बोधिचित्त) a teljes megvilágosodás elérésére irányuló akaratot, vágyat jelenti. A buddhista "gyakorló" ezt annak érdekében "ébreszti fel önmagában", hogy az összes érző lényt segítse, akik a ciklikus létezés (szanszára) csapdájába estek, akik még nem érték el a buddhaságot. Bódhiszattva az a lény, akinek az életében a bódhicsitta fejlesztése az elsődleges cél.

## A fogalom
Etimológiailag a kifejezés a szanszkrit bodhi (ejtsd: bódhi) és citta (ejtsd: csitta) szavak kombinációjából jön létre. A bódhi felébredést vagy megvilágosodást jelent. A csitta a szanszkrit cit gyökből ered, jelentése: tudat, elme vagy tudatosság. A bódhicsitta így "felébredett/megvilágosodott tudat"-nak fordítható.

## Relatív és abszolút bódhicsitta
A bódhicsittát az együttérzés és bölcsesség egységeként is definiálhatjuk. Ez a gondolat a páli kánonban lévő "tiszta, fényes tudat" fogalmának továbbfejlesztésével született meg. Míg a Páli Kánonban az együttérzés és bölcsesség a bódhicsitta tulajdonságai, és ezek nagyban függenek egymástól, a mahájána hagyományban a bódhicsittát gyakran úgy definiálják, mint:
- Relatív bódhicsitta, amit azzal a tudatállapottal azonosítanak, amiben a gyakorló minden érző lény jólétén munkálkodik, mintha azok élete sajátja lenne
- Abszolút vagy végső bódhicsitta, ami a súnjatá (szkr. śūnyatā), azaz üresség bölcsességét fejezi ki.

Az üresség koncepciója a buddhizmusban nem a semmit jelöli, hanem a ragaszkodástól és körülményektől függetlenséget, amely magában foglalja a változatlan, állandó énbe illetve a világról alkotott rögzült nézetekbe vetett hit elhagyását. Az ürességről szól pl. a Szív szútra (szkr. Prajñāpāramitā Hṛdaya Sūtra, japán 般若心経).
A bódhicsitta fogalmát a legpontosabban a kettő egyesítéséből kaphatjuk meg: a spontán és határtalan együttérzés felébredése minden érző lény felé, illetve a ténylegesen létező én-be vetett hit illúziójának elengedése.
Némelyik bódhicsitta-gyakorlat az abszolút értelemben vett bódhicsittát fejleszti, némelyik a relatívat, de mindkét vonás a megvilágosodás fő elemeként jelenik meg az összes mahájána-gyakorlatban, különösen a tibeti tonglen és lodzsong gyakorlatokban. A két gyakorlatot azért is érdemes egyensúlyba hozni, mert az abszolút nélkül a relatív szentimentalizmusba fullad, a relatív nélkül az abszolút pedig nihilizmusba és önzésbe.

## Megvalósítási szintek
A bódhicsittára különböző megvalósítási szintek szerint is tekinthetünk, erről hasznos osztályozást ad Patrul Rinpoche a Tökéletes mesterem szavai című művében. A legalsó szint a "király útja". Aki ezen az úton jár, az elsődlegesen a saját javán munkálkodik, de felismeri, hogy a saját boldogulásához elengedhetetlen a királyság és lakóinak a boldogsága is. A középső szint a "révész útja", aki átviszi a folyón az utasokat - és így nyilván saját magát is. A legmagasabb szint a "pásztor útja", aki megbizonyosodik róla, hogy az egész nyáj előtte érkezik biztonságban az akolba - vagyis mások jólétét önmaga jóléte elé helyezi.
Bár az osztályozási rendszerek változatosak (sok iskola még a buddha-lét, a buddhaság fogalmi felfogását is tagadja) a sárga süvegesek (ez a tibeti gelug rend) amellett érvelnek, hogy a bódhicsitta fejlesztésével bárki ráléphet az érdemek felhalmozásának útjára.

## A legfontosabb mahájána-szövegek a bódhicsittáról
- Santidéva: Útmutató a bodhiszattva-életúthoz (Kr. u. 700 körül; szkr. Śāntideva: Bodhisattvacharyāvatāra)
- Thogme Zangpo: A bodhiszattva harminchét gyakorlata (Kr. u. XII. sz.)[6]
- Langri Tangpa: Nyolc vers a tudat képzéséhez (Kr. u. 1100 körül)
- Geshe Chekhawa művei (Kr. u. XII. sz.)

## Néhány módszer a bódhicsitta felélesztésére
Meditáció a négy határtalan/mérhetetlen (brahma-vihára; szkr. brahmavihāra) felett:
- határtalan szerető kedvesség (maitrí, szkr. maitrī)
- határtalan együttérzés (karuná, szkr. Karuṇā)
- határtalan együtt örvendezés másokkal (muditá, szkr. muditā)
- határtalan egykedvűség, nyugalom (upeksá, szkr. upekṣā)

A hat tökéletesség (páramitá, szkr. pāramitā) gyakorlata:
- nagylelkűség
- türelem
- erény
- erőfeszítés
- meditáció
- éleslátás

Tonglen gyakorlat:
- A gyakorló minden belégzéssel magára veszi más lények fájdalmát és szenvedését, majd a kilégzéssel szeretetet, örömöt és gyógyító energiát sugároz feléjük.

Lodzsong gyakorlat:
- A gyakorló úgy tekint minden szenvedő lényre, mintha azok az édesanyjai lettek volna az előző megtestesülései valamelyikében és hálát ébreszt magában azért a rengeteg alkalomért, amikor azok a gondját viselték.

## Külső hivatkozások
- Bódhicsitta - Csecangpa Ratna Sri Buddhi Rinpócse tanítása